# La mosca II
La mosca II (título original en inglés: The Fly II) es una película estadounidense de ciencia ficción perteneciente al subgénero biopunk, estrenada en 1989 y protagonizada por Eric Stoltz y Daphne Zuniga.
Fue dirigida por Chris Walas, sirviendo como la secuela de la película de 1986 La mosca. El personaje interpretado por Stoltz en esta secuela es Martin Brundle, el hijo adulto de Seth Brundle, el científico convertido en 'Brundlefly', interpretado por Jeff Goldblum en la primera parte en 1986. John Getz fue el único actor de la primera película en repetir su papel.

## Argumento
Varios meses después de los eventos en la entrega anterior, Veronica Quaife (Saffron Henderson) da a luz un saco larvario y al instante, muere de shock. El saco se abre para revelar un bebé aparentemente normal. Anton Bartok (Lee Richardson), el propietario de la empresa que financió los experimentos de teletransportación de Seth Brundle (Jeff Goldblum), adopta al niño y lo llama Martin. Martin crece en un entorno clínico revelando una madurez física y mental muy acelerada, el intelecto de genio, reflejos increíbles y no necesita dormir; sin embargo, es cuidado y monitoreado por científicos que abiertamente lo desprecian y tratan de forma fría mientras es aislado y filmado en todo momento. Sabe que está envejeciendo más rápido que un humano normal, pero desconoce la verdadera causa, ya que le dijeron que su padre murió de la misma enfermedad de envejecimiento rápido.
A los tres años, Martin tiene el físico de un niño de 10 años y con frecuencia se escabulle para explorar el complejo Bartok. Encuentra una habitación que contiene animales de laboratorio y se hace amigo de un perro. A la noche siguiente, le lleva comida, pero no lo encuentra. Al entrar en una cabina de observación con vistas a la bahía 17 descubre que los científicos han vuelto a montar los telepods de Brundle, pero no han podido duplicar la programación que le permitió usarlos con seres vivos. Un intento de teletransportar al perro falla, convirtiéndolo en una criatura horriblemente deformada y enloquecida que ataca a uno de los científicos, horrorizando al joven Martin. Dos años más tarde, el cuerpo de Martin ha madurado al de un joven de 25 años (Eric Stoltz).
En su quinto cumpleaños, Bartok le regala a Martin un bungalow en la propiedad de la instalación de Bartok bajo la promesa de nunca más hacer experimentos o vigilarlo. También le ofrece un trabajo a Martin: reparar los telepods de su padre y se disculpa por el perro asegurándole que su sufrimiento fue breve. Cuando Martin se siente incómodo con la propuesta, Bartok le muestra las cintas de vídeo de Verónica, que documentan el progreso de Brundle con los telepods. Al ver a su padre describir cómo los telepods mejoraron y energizaron aparentemente su cuerpo, Martin acepta la propuesta de Bartok.
Mientras trabaja en los telepods, Martin se hace amigo de una joven empleada, Beth Logan (Daphne Zuniga). Beth invita a Martin a una fiesta en la división de especímenes, donde se entera de que el perro mutado todavía se mantiene vivo y siendo estudiado. Pensando que Beth está al tanto del encarcelamiento del perro, Martin discute con ella, abandona la fiesta y se dirige al corral del animal. El perro deforme, con un dolor terrible, todavía recuerda a Martin, quien entre lágrimas lo sacrifica para que no siga sufriendo. Martin se reconcilia con Beth y regresa en el momento "eureka" de su padre cuando se da cuenta de que la computadora de los telepods debe ser creativa para analizar la carne viva. Martin le muestra a Beth sus telepods perfeccionados teletransportando a un gatito sin sufrir daños. Se vuelven amantes, pero Martin muestra los primeros signos de su eventual mutación en un híbrido humano-mosca. Martin descubre una potencial cura para su condición pero implica entrar con alguien más a la máquina e intercambiar sus genes mutados por los genes sanos del segundo sujeto. Martin deja de lado esta idea cuando se da cuenta de que la otra persona estaría sujeta a una desfiguración genética grotesca.
Finalmente, Martin se entera de que Bartok tiene cámaras ocultas en su bungalow e irrumpe en la sala de registros, donde se entera del verdadero destino de su padre. Bartok se enfrenta a Martin y le explica que ha estado esperando su inevitable mutación ya que planea usar el cuerpo de Martin y el potencial de manipulación genética de los telepods con fines de lucro. 
Martin huye de las instalaciones mientras sus genes de insectos despiertan por completo y comienza su transformación en un híbrido humano-insecto. Bartok descubre no solo que no puede usar los telepods ya que están bloqueados por contraseña, sino también que Martin instaló un virus informático que borrará la programación de los telepods si se ingresa la contraseña incorrecta, por lo que ordena su persecución.
Martin se encuentra con Beth, le explica la situación y los dos huyen. Visitan al viejo confidente de Veronica, Stathis Borans (John Getz), quien ahora vive aislado tras perder un pie y un brazo la noche en que fue a rescatar a Veronica; éste confirma a Martin que los telepods son su única posibilidad de cura y le explica cómo es que la mutación de Seth lo hizo enloquecer, secuestrando a Veronica e intentando utilizarla a ella y al nonato Martin para intentar fusionarlos a él y recuperar su humanidad. 
Stathis les da su auto para que puedan huir de los hombres de Bartok, pero los cambios físicos y emocionales de Martin se vuelven demasiado para Beth y eventualmente lo entrega a Bartok bajo la promesa de que no lo lastimen, sin embargo, ella también es capturada. Sin revelar la contraseña, Martin se ve envuelto en un capullo mientras alcanza la etapa final de su transformación. Bartok interroga a Beth por la contraseña mientras Martin, completamente transformado, emerge de su capullo como una monstruosa mosca humanoide con dos pares de brazos y un tamaño y fuerza mucho mayor a los que su padre poseía al mutar, pero conservando su cordura e inteligencia. Una vez libre, mata a los científicos y guardias que lo mantenían encerrado y finalmente entra en la bahía 17; allí atrapa a Bartok, lo obliga a escribir la contraseña, "Papá", y lo arrastra junto con él a un telepod. 
Martin le pide a Beth que active la secuencia de intercambio de genes y cuando él y Bartok emergen en el segundo telepod, Martin recupera una forma completamente humana mientras que Bartok ha quedado convertido en una criatura grotesca y deforme. La película acaba mostrando como Bartok ahora se ha vuelto un objeto de experimentación e irónicamente ha sido encerrado y estudiado en el mismo lugar donde fue confinado el perro mutado, debiendo vivir allí como un animal.

## Elenco
- Eric Stoltz como Martin Brundle.
- Daphne Zuniga como Beth Logan.
- Lee Richardson como Anton Bartok.
- Gary Chalk como Scorby.
- Ann Marie Lee como Jainway.
- Frank C. Turner como el doctor Shepard.
- John Getz como Stathis Borans.
- Harley Cross como Martin Brundle (10 años).
- Matthew Moore como Martin Brundle (4 años).
- Saffron Henderson como Veronica Quaife.
- Jeff Goldblum como Seth Brundle (imágenes de archivo).

## Recepción
A diferencia de su predecesora, la película recibió críticas negativas de parte de la crítica especializada y de la audiencia. En el sitio web Rotten Tomatoes la película tiene una aprobación de 27%, basada en 57 reseñas, mientras que de parte de la audiencia tiene una aprobación de 23%. En IMDb tiene una puntuación de 4.9 basada en más de 16 000 votos.

## Fechas de estreno mundial
| País                                                                          | Fecha de estreno              |
| ----------------------------------------------------------------------------- | ----------------------------- |
| Alemania                                                                      | Jueves 25 de mayo de 1989     |
| Argentina                                                                     | Jueves 31 de agosto de 1989   |
| Australia                                                                     | Jueves 16 de marzo de 1989    |
| Austria                                                                       | Viernes 26 de mayo de 1989    |
| Bélgica                                                                       | Miércoles 10 de mayo de 1989  |
| Belice · Costa Rica · El Salvador · Guatemala · Honduras · Nicaragua · Panamá | Viernes 5 de mayo de 1989     |
| Bolivia                                                                       | Martes 15 de agosto de 1989   |
| Brasil                                                                        | Jueves 27 de abril de 1989    |
| Chile                                                                         | Viernes 2 de junio de 1989    |
| Chipre                                                                        | Viernes 30 de junio de 1989   |
| Colombia                                                                      | Jueves 13 de julio de 1989    |
| Corea del Sur                                                                 | Sábado 7 de abril de 1990     |
| Dinamarca                                                                     | Viernes 19 de mayo de 1989    |
| Egipto                                                                        | Lunes 13 de noviembre de 1989 |
| España                                                                        | Viernes 21 de abril de 1989   |
| Estados Unidos · Canadá                                                       | Viernes 10 de febrero de 1989 |
| Filipinas                                                                     | Miércoles 28 de junio de 1989 |
| Finlandia                                                                     | Viernes 9 de junio de 1989    |
| Francia                                                                       | Miércoles 26 de abril de 1989 |

| País                | Fecha de estreno                |
| ------------------- | ------------------------------- |
| Grecia              | Viernes 30 de junio de 1989     |
| Hong Kong           | Jueves 8 de junio de 1989       |
| Hungría             | Jueves 7 de junio de 1990       |
| India               | Viernes 16 de marzo de 1990     |
| Israel              | Viernes 12 de mayo de 1989      |
| Italia              | Viernes 28 de abril de 1989     |
| Jamaica             | Miércoles 24 de mayo de 1989    |
| Japón               | Miércoles 3 de mayo de 1989     |
| Malasia             | Miércoles 2 de agosto de 1989   |
| México              | Viernes 7 de julio de 1989      |
| Noruega             | Jueves 18 de mayo de 1989       |
| Nueva Zelanda       | Viernes 23 de junio de 1989     |
| Países Bajos        | Jueves 6 de julio de 1989       |
| Perú                | Jueves 3 de agosto de 1989      |
| Portugal            | Viernes 21 de abril de 1989     |
| Puerto Rico         | Jueves 2 de marzo de 1989       |
| Reino Unido Irlanda | Viernes 8 de septiembre de 1989 |
| Singapur            | Sábado 27 de mayo de 1989       |
| Sudáfrica           | Viernes 12 de mayo de 1989      |
| Suecia              | Viernes 2 de junio de 1989      |
| Suiza               | Viernes 26 de mayo de 1989      |
| Tailandia           | Sábado 1 de julio de 1989       |
| Taiwán              | Sábado 29 de abril de 1989      |
| Turquía             | Viernes 5 de enero de 1990      |
| Uruguay             | Jueves 13 de julio de 1989      |
| Venezuela           | Miércoles 14 de junio de 1989   |